# Кейсі Перрі-Гласс
Кейсі Перрі-Гласс (англ. Kasey Perry-Glass, нар. 12 жовтня 1987) — американська вершниця, бронзова призерка Олімпійських ігор 2016 року.

## Виступи на Олімпіадах
| Олімпіада           | Дисципліна            | Місце |
| ------------------- | --------------------- | ----- |
| Ріо-де-Жанейро 2016 | індивідуальна виїздка | 22    |
| Ріо-де-Жанейро 2016 | командна виїздка      | 3     |

## Зовнішні посилання
- Кейсі Перрі-Гласс — олімпійська статистика на сайті Sports-Reference.com (англ.) (архівна версія)